# Windpark Lambsborn-Martinshöhe
Der Windpark Lambsborn-Martinshöhe ist ein Windpark der Energiegenossenschaft Prokon und besteht aus 10 Windenergieanlagen. Er befindet sich auf den Ortsgemarkungen Lambsborn und Martinshöhe in Rheinland-Pfalz. Der Windpark befindet sich auf der Sickinger Höhe.

## Geschichte
Im Jahr 2002 wurde mit der Planung des Projektes begonnen. Von Oktober 2007 bis Anfang 2008 erfolgte die Errichtung der Windkraftanlagen. Im Frühsommer 2008 wurde der Probebetrieb aufgenommen. Am 13. September 2008 wurde der Windpark offiziell eingeweiht und in Betrieb genommen.
Am 9. Juni 2016 gegen 11:30 Uhr fing eine Windkraftanlage im Windpark Lambsborn-Martinshöhe Feuer. Bei dem Brand, der vermutlich durch einen technischen Defekt am Generator verursacht wurde, entstand ein Schaden von über zwei Millionen Euro. Das abgebrannte Maschinenhaus der Windkraftanlage und der Rotor wurden ausgetauscht und durch neue ersetzt.

## Aufbau/Technik
Zum Einsatz kommen 10 Windenergieanlagen des Typs Senvion/REpower MM92 mit einer Nabenhöhe von 100 m, einer Gesamthöhe von 146 m, einem Rotordurchmesser von 92 m und einer Nennleistung von jeweils 2,05 MW bei einer Windgeschwindigkeit von 11 m/s aufwärts. Die Windkraftanlagen arbeiten bei einer Windgeschwindigkeit zwischen 3 und 25 m/s.
Innerhalb des Windparks sind die Windenergieanlagen über ein 20-kV-Erdkabel verbunden. Der Windpark ist am Umspannwerk Bruchhof in Homburg/Saar am Stromnetz angeschlossen.

## Energieertrag
Der Windpark hat eine Gesamtleistung von 20,5 MW. Davon liefert er im Durchschnitt etwa 5,2 MW bei einer mittleren Windgeschwindigkeit, was einer Auslastung von 25 % entspricht. Dies reicht aus, um einen Jahresertrag von über 46 Millionen Kilowattstunden zu generieren. Damit versorgt der Windpark 10.200 Vier-Personen-Haushalte. Jährlich spart er 30.000 Tonnen Co2 ein. Außerdem vermeidet er den Abbau von 46.000 Tonnen Braunkohle.